# NK Virovitica
NK Virovitica je nogometni klub iz Virovitice.  Momčad sačinjavaju igrači iz vlastite nogometne škole.
U sezoni 2020./21. se natječe u 3. HNL – Sjever.

## Povijest
Klub nastavlja tradiciju prva dva virovitička nogometna kluba, Đačkog Sportskog Kluba Ilirija osnovanog 1908. godine, te Građanskog Sport Kluba Virovitica osnovanog 1908. ili 1911. godine, koji su se ubrzo i fuzionirali. U razdoblju prije Prvog svjetskog rata igrali su utakmice protiv susjednih klubova iz Koprivnice, Bjelovara i mađarskog grada Barcsa ali i sa zagrebačkom Concordijom. Prvi svjetski rat je donio zabranu rada sportskih klubova tako da je klub prestao s radom.
Nakon završetka rata klub je obnovljen u ljeto 1919. pod imenom VGŠK (Virovitički Građanski Športski Klub). VGŠK je osim nogometne imao sekcije i u drugim sportovima. To je ujedno i prvi put da je klub imao potvrđena pravila te je time bio i službeno registriran. Jedan je od osnivača Zagrebačkog (1919.) i Osječkog nogometnog podsaveza (1924.), te Jugoslavenskog nogometnog saveza. Zlatno doba između dva rata je bilo u razdoblju 1922. – 1925. godine kada je osvojeno nekoliko naslova prvaka provincije.
Klupske boje 1932. bile su crvena i crna.
Završetkom Drugog svjetskog rata komunističke vlasti umjesto VGŠK osnivaju novi klub tj. nogometnu sekciju u sklopu Fiskulturnog Društva Borac. Pedesete godine su donijele i novo zlatno razdoblje kluba, koji je u više navrata osvojio prvenstvo i kup Bjelovarskog nogometnog podsaveza, ali nije uspio izboriti ulazak u Drugu ligu.
Nakon osamostaljenja Hrvatske, klubu je vraćeno ime VGŠK, jednu je sezonu fuzioniran s gradskim rivalom TVIN-om, a nakon toga se od 1996. zove NK Virovitica. Klub je u zadnjih 20ak godina prošao gotovo sve rangove hrvatskog nogometa, od 3. ŽNL do 2. HNL, što je rezultat financijskih problema i raznih promjena vodstava i politike kluba.
Na godišnjoj skupšitni kluba u siječnju 2012. odlučeno je da se nazivu kluba dodaje prefiks Županijski sa željom da postane stožerni klub na području Županije i nositelj kvalitete. Također je naglašeno da će se klub nastaviti oslanjati na igrače iz vlastitog pogona i dodatno podići razinu stručnog rada s mladima.

### Nazivi kluba kroz povijest
1908. ĐSK Ilirija
1912. VŠK Ilirija (fuzija ĐSK Ilirija i GSK Virovitica)
1919. VGŠK
1945. FD Borac
1964. OSD Borac
1972. RSD Borac
1994. VGŠK
1995. VGŠK-TVIN (fuzija s NK TVIN)
1996. NK Virovitica
2012. ŽNK Virovitica

## Uspjesi

### Kraljevina SHS/Jugoslavija
- Prvak Slavonije: 1923.

- Prvenstvo Osječkog nogometnog podsaveza: finalisti 1925.

- Provincija Osječkog nogometnog podsaveza: 1925. (finalisti 1924., 1930.)

### SFRJ
- Bjelovarski nogometni podsavez: 1955.

- Međuopćinska liga: 1977/78.

### Republika Hrvatska
- III. HNL – Sjever: 2002/03.

- Regionalna liga – Sjever B: 1992/93.

- IV. HNL – Sjever B: 2006/07.
- Međuopćinska liga: 1992.

- I. ŽNL: 2000/01., 2011/12.

- II. ŽNL: 1997/98., 1998/99.

- III. ŽNL: 1996/97., 2005/06.
- Općinski/županijski nogometni kup: 1993/94., 2000/01., 2001/02., 2002/03., 2006/07., 2008/09., 2011/12., 2016/17. (finalist 1992/93., 2003/04.)

## Nastupi u završnicama kupa
2001/02.
- pretkolo: Kamen Ingrad - Virovitica 4:0

2002/03.
- pretkolo: Virovitica - Mladost Ždralovi 5:0
- šesnaestina finala: Virovitica - Varteks 1:6

2003/04.
- pretkolo: Željezničar Sl. Brod - Virovitica 1:3

- šesnaestina finala: Virovitica - Osijek 1:2

2007/08.
- pretkolo: Koprivnica - Virovitica 1:4

- šesnaestina finala: Virovitica - Dinamo Zagreb 1:1 (1:3 produžeci)

2012/13.
- pretkolo: Virovitica - Split 1:4

2017/18.
- pretkolo: Virovitica - Vrbovec 3:3 (6:7 11 m)

## Derbiji
U razdoblju između Prvog i Drugog svjetskog rata pojavljuju se prva rivalstva s druga dva gradska kluba ŠK Jadran i HŠK Amater. Zanimljivo je da su oba kluba osnovali nezadovoljni igrači VGŠK, i da su se nakon manje od desetljeća ponovno ujedinili u jedan klub.
Gradski derbiji, i veliko rivalstvo, stvaraju se od 1956. osnutkom NK Drvodjelac (Kasnije NK TVIN) i traju do 2006. kada se NK TVIN gasi. Osim TVIN-a drugi najveći derbi je protiv lokalnog rivala iz obližnjeg Suhopolja.
Utakmice protiv TVIN-a i Suhopolja su bile i jesu pravi lokalni derbiji puni naboja i tenzija i praćeni velikim brojem gledatelja.

## Poznati igrači i treneri

### Poznati igrači
- Ivan Šuprina

- Viktor Ajbek
- Slavko Špehar
- Tomislav Filipović
- Anton Pranjić
- Krunoslav Novoselac
- Hrvoje Ratković
- Tomislav Pavličić
- Benedikt Panić
- Tomislav Čiković
- Nemanja Čorović
- Stipe Buljan
- Valentin Babić
- Gabrijel Boban
- Hrvoje Babec
- Mateo Leš

Poznati treneri
- Tonko Vukušić
- Davor Čop

## Navijači
Klub od 2012. godine prati navijačka skupina Građani.

## Zanimljivosti
Klub od 1923. ima svoju vlastitu koračnicu Za pobjedom koju je skladao virovitički glazbeni djelatnik Jan Vlašimsky.    